# Baracs Dénes
Baracs Dénes (Budapest, 1937. június 14. – 2025. június 2. vagy előtte) Joseph Pulitzer-emlékdíjas magyar újságíró.

## Életpályája
Baracs György magánhivatalnok és Gáspár Ilona (1904–1990) fia. Hároméves volt, amikor szülei elváltak. A vészkorszakot egy csillagos házban élte túl apjával és annak második feleségével. Édesanyja egy Auschwitzba tartó menetből szökött meg. 1953-ban a bukaresti magyar líceumban érettségizett. 1953–1958 között az ELTE Bölcsészettudományi Karán újságírónak tanult. 1958–1960 között a Szolnok Megyei Néplapnál dolgozott. 1960 óta a Magyar Távirati Iroda külpolitikai főszerkesztő munkatársa, később turnusvezető szerkesztője és a Panoráma-rovat vezetője is volt. 1961-ben az ELTE BTK magyar szakát is elvégezte. 1969–1974 között pekingi, 1976–1981 között párizsi, 1988–1992 között brüsszeli, 1992–1998 között bukaresti tudósító volt. 1985–1988 között az Interpress Magazin szerkesztője volt.

## Magánélete
1970-ben házasságot kötött Pozsony Klárával. Egy lányuk született: Judit (1971).

## Művei
- Baracs Dénes–Szécsi Éva: Stockholmi kézfogás. Nemzetközi Konferencia Vietnámért. Stockholm, 1967. júl. 6-9.; bev. Sik Endre; Országos Béketanács, Budapest, 1967
- A pekingi szemüveg (1973)
- Portugália szegfűvel (1974)
- A fal mögött: Kína (1975)
- "Virágozzék egy szál virág!" (1980)
- Mitterrand – franciaországi változások (1981)
- Párizsból nem jelentettem (1983)
- Tanuld meg újra Kínát! (1984)
- Társbérlet Párizsban (1986)
- Teng Hsziao-ping; Kossuth, Budapest, 1987
- Csizma a képernyőn. Tévénapló egy olasz tavaszról; Gondolat, Budapest, 1990
- Chansonévek; riporter Ágoston Hugó; Pallas-Akadémia, Csíkszereda, 1998
- Tenerifén jártunk; Holiday Club Hungary Kft., Bp., 1999 (HCH útitárs füzetek)
- Élményképek – képélmények. Tunézia – Egyiptom; Medina Tours, Budapest, 2001

## Díjai, elismerései
- Rózsa Ferenc-díj (1986)
- Magyar Lajos-díj (1988)
- MÚOSZ életműdíj (2006)